# Gare du Creusot TGV
Gare du Creusot TGV vasútállomás Franciaországban, Écuisses településen.

## Vasútvonalak
Az állomást az alábbi vasútvonalak érintik:
- LGV Sud-Est

## Kapcsolódó állomások
A vasútállomáshoz az alábbi állomások vannak a legközelebb:
- Gare de Combs-la-Ville - Quincy (Paris Gare de Lyon, Párizs–Marseille-vasútvonal)
- Gare de Mâcon-Loché-TGV (Gare de Sathonay - Rillieux, LGV Sud-Est)